# Are You There, Chelsea?
Are You There, Chelsea? (anteriormente conocida como Are You There Vodka? It's Me, Chelsea) fue una serie de comedia de televisión creada por Dottie Zicklin y Julie Ann Larson. Se basó en el superventas Are You There, Vodka? It's Me, Chelsea escrito por Chelsea Handler en 2008. Se estrenó en Estados Unidos el 11 de enero de 2012 en la cadena NBC.

En España se estrenó el 1 de abril de 2012 con el título de Qué pasa con Chelsea en el canal Cosmopolitan TV.

## Sinopsis
La rutina de Chelsea gira en torno a su trabajo en Jerry’s Ultimate Sports Bar, donde está rodeada de un grupo de compañeros y amigos algo extraño, tan variado en edad como en condición matrimonial, aspecto y actividad sexual. Entre ellos se cuentan su hermana Sloane (Chelsea Handler), madre primeriza y ultra conservadora; Dee Dee (Lauren Lapkus), su particular compañera de piso; su híper profesional compañero de trabajo Todd (Mark Povinelli); Melvin, su padre, con un corazón tan grande como su boca; Rick (Jake McDorman), camarero e interés romántico de la joven, y Olivia (Ali Wong), la mejor amiga de nuestra heroína.

## Final
La NBC decidió cancelar la serie luego del bajo número de Índice de audiencia. A pesar del revuelo que generó antes de su estreno, la serie no consiguió hacerse un hueco entre las preferencias del público y aunque se estrenó ante unos esperanzadores 6,18 millones de espectadores, su último episodio, emitido el pasado mes de marzo, superó a duras penas los 3 millones y marcó un índice de audiencia de 1.2 puntos entre los adultos de 18 a 49 años.

## Reparto
- Laura Prepon: Chelsea Newman
- Jake McDorman: Rick
- Lauren Lapkus: Dee Dee
- Lenny Clarke: Melvin
- Ali Wong: Olivia
- Mark Povinelli: Todd
- Chelsea Handler: Sloane
- Natasha Leggero: Nikki